# Smaragdgébicsvireó
A smaragdgébicsvireó (Vireolanius pulchellus) a madarak osztályának verébalakúak (Passeriformes) rendjébe és a lombgébicsfélék (Vireonidae) családjába tartozó faj.

## Rendszerezése
A fajt Philip Lutley Sclater és Osbert Salvin írták le 1859-ben.

## Alfajai
- Vireolanius pulchellus pulchellus P. L. Sclater & Salvin, 1859
- Vireolanius pulchellus ramosi A. R. Phillips, 1991
- Vireolanius pulchellus verticalis Ridgway, 1885
- Vireolanius pulchellus viridiceps Ridgway, 1903[2]

## Előfordulása
Mexikó, Belize, Costa Rica, Guatemala, Honduras, Nicaragua, Salvador, Panama és Kolumbia területén honos. 
Természetes élőhelyei a szubtrópusi és trópusi síkvidéki és hegyi esőerdők. Állandó, nem vonuló faj.

## Megjelenése
Testhossza 15 centiméter, testtömege 22-30 gramm.

## Életmódja
Főleg ízeltlábúakkal táplálkozik, de gyümölcsöket és bogyókat is fogyaszt.

## Természetvédelmi helyzete
Az elterjedési területe nagy, egyedszáma ismeretlen. A Természetvédelmi Világszövetség Vörös listáján nem fenyegetett fajként szerepel.